# 34026 Valpagliarino
34026 Valpagliarino è un asteroide della fascia principale. Scoperto nel 2000, presenta un'orbita caratterizzata da un semiasse maggiore pari a 2,3978475 au e da un'eccentricità di 0,1977799, inclinata di 2,68989° rispetto all'eclittica.